# Calitys scabra
Calitys scabra is een keversoort uit de familie schorsknaagkevers (Trogossitidae). De wetenschappelijke naam van de soort werd in 1784 gepubliceerd door Carl Peter Thunberg.